# Сторм Калиста
Шеннон Бем (англ. Shannon Behm), наиболее известна как Сторм Калиста (англ. Storm Calysta; 23 февраля 1993, Чикаго, Иллинойс) — американская певица, музыкант в стиле электронного инди и автор-исполнитель.

## Ранняя жизнь
Родилась и выросла в Чикаго, в штате Иллинойс. В 2013 году вместе со своей семьёй перебралась в Сан-Антонио, Техас. Является самым младшим из пяти детей в своей семье.

## Музыкальная карьера

### 2012—настоящее
В 2012 году Шеннон стала получать известность благодаря своим записям, которые она выкладывала на Stickam.com. В то же время она начала играть электронную музыку и взяла себе сценический псевдоним «Сторм Калиста».
В июне 2012 года Калиста гастролировала на Северо-западе и в южных штатах с поп-панк-группой We Are Forever. Позднее, тем же летом она отправилась в своё сольное акустическое турне по югу США и, в частности, выступила в клубе House of Blues в Новом Орлеане, Луизиана.
После этих гастролей в 2013 году Калиста отправилась в Сан-Антонио, Техас, чтобы продолжить свою музыкальную карьеру. Вскоре после переезда в Техас она записала сингл «Hero», продюсером которого выступил Джекоб Вальдес. релиз сингла состоялся в начале 2014 года. В том же году Калиста выпустила ещё один сингл «Reality Lies», который был записан совместно с электронным музыкантом Trip the Light.

## Дискография

### Синглы
- «Reality Lies» (2014)[6]
- «Hero» (2014)[5]